# Sylvie Rouch
Pour les articles homonymes, voir Rouch.
Sylvie Rouch, née le 4 octobre 1953 à Bois-Colombes, est une romancière, scénariste et parolière française. Elle est l'auteure de plusieurs romans policiers et ouvrages de littérature d'enfance et de jeunesse.

## Biographie
Professeur d'anglais de 1977 à 1992, elle a travaillé à partir de 1994 comme documentaliste. Elle a, à ce jour, publié de nombreuses nouvelles, plusieurs romans dont Corps-morts, lauréat en 2007 du Prix Polar dans la Ville à Saint-Quentin-en-Yvelines, des livres documentaires sur le patrimoine maritime, et des albums jeunesse. Elle fut l'une des chevilles ouvrières du festival "Les Visiteurs du Noir" de Granville. Elle a par ailleurs animé à Rennes des ateliers d'écriture en milieu carcéral et des cafés polar avec l'association Noir de Zinc. En 2008, elle crée avec José-Louis Bocquet, Gérard Alle et Denis Flageul une collection de romans ayant pour héros Léo Tanguy (22 titres publiés aux éditions Coop Breizh, puis La Gidouille, de 2008 à 2017). Elle a signé en 2020 son premier scénario pour la série de France TV, Meurtres à..., qui se déroule dans le Cotentin : Meurtres en Cotentin. Sylvie Rouch est mariée au peintre Kim Rouch. Elle partage sa vie entre Bréhal et Saint-Malo.

## Œuvres

### Romans
- Zoé s'en va-t-au ciel. Paris : Baleine, coll. "Canaille-Revolver" n° 62, 1997, 153 p.  (ISBN 2-84219-061-0)
- Meufs mimosas. Paris : Baleine, coll. "Le Poulpe" 120, 1998, 122 p.  (ISBN 2-84219-138-2)
- Corps-morts. Paris : Après la lune, coll. "Lunes blafardes" n° 1, 2006, 236 p.  (ISBN 2-35227-004-9)
- L'Immobilier flambe, le SDF brûle ! Spézet : Coop Breizh, coll. "Les Enquêtes de Léo Tanguy" n° 2, 2008, 165 p.  (ISBN 978-2-84346-361-7). Rééd. sous le titre Les Enquêtes de Léo Tanguy. Ploeuc-L'Hermitage : La Gidouille, coll. "Les archives" n° 1, 11/2018, 540 p.  (ISBN 979-10-92842-41-8)
- Décembre blanc. Saint-Malo : Pascal Galodé, coll. "Univers roman : grands romans", 2010, 218 p.  (ISBN 978-235593-094-2)
- De l'eau dans l'gaz. Ploeuc-L'Hermitage : La Gidouille, coll. "Les Nouvelles Enquêtes de Léo Tanguy" n° 21, juin 2017, 133 p.  (ISBN 979-10-92842-26-5)
- Arrête ton char : Granville, en collaboration avec Brigitte Sesboüé. Bayeux : OREP, coll. "Les enquêtes de Martin Mesnil", 02/2019, 140 p.  (ISBN 978-2-8151-0461-6)
- L'Affaire Sanchez, Éditions des Baleines, 2023

### Recueil de nouvelles
- Le Canard à trois pattes : et autres nouvelles. Charlieu : la Bartavelle éd., 1993, 212 p.  (ISBN 2-87744-139-3)

### Chroniques
- 105 jours en solitaire : livre de bord & chroniques à terre / Christophe Auguin, [Sylvie Rouch]. Paris : Denoël, 1997, 187 p.  (ISBN 2-207-24605-1)

### Documentaires
- Îles Anglo-Normandes. Paris : les Éd. Mondéos, 2006, 72 p. (Guides Mondéos).  (ISBN 2-84754-130-6)
- L'Homme du fleuve Niger / ill. Kim Rouch. Rennes : les Éd. du Carabe, 2000, 59 p.  (ISBN 2-913515-03-7)
- Dunes et havres / ill. Kim Rouch ; préface Nicolas Hulot. Rouen : Éd. des Falaises, coll. "Peintures et aquarelles", 2008, 95 p.  (ISBN 978-2-84811-077-6)

### Nouvelles
- Langue de bois, dans La Maison du bourreau : nouvelles. Lamballe-Saint-Brieuc-Nantes : coéd. La Fureur du Noir, La Nouvelle Librairie & Éd. Sept, 11/1998, p. 47-51.  (ISBN 2-912688-04-3). NB : recueil publié à l’occasion du festival « Noir sur la ville, 1998 » de Lamballe.
- Une poisse de bâtard. Saint-Jean-de-Braye : Horizons Noirs, revue Ligne noire n° 10, 04/2000, p. 85-90, ill. de François Souvay.
- Champagne Madame Louise, dans L'Ours polar n° 11, septembre 2000.
- Rançon de saillie, dans L'Ours polar n° 12, novembre 2000.
- Des goûts et des couleurs, dans Cinq : recueil de nouvelles du 2e concours la Noiraude-la Fureur du noir / sous la direction de Frédéric Prilleux. Paris : Baleine, 2001.  (ISBN 2-842-19341-5)
- Un orage à Bobo Dioulasso, Ligne noire Spécial concours 2003, Association Horizons noirs (Orléans), p. 163-172.
- Tír na nÓg, dans Nouvelles de Bretagne : Danevelloù Breizh. Quimper : Centre régional du livre en Bretagne, 05/2007, p. 29-39. Supplément à la revue Page de Bretagne.
- Automne, dans Quatre saisons sur la Rance / aquarelles et pastels de Kim Rouch. Spézet : Coop Breizh, 2008, p. 52-75.  (ISBN 2-84346-344-0)
- The Card Cheat, dans London calling : 19 histoires rock et noires / sous la direction de Jean-Noël Levavasseur ; illustrations de Serge Clerc ; préf. d’Antoine de Caunes. Paris : Buchet-Chastel, novembre 2009.  (ISBN 978-2-283-02403-4). Réédition 09/2019.  (ISBN 978-2-283-03318-0)
- dans Ramones : 18 nouvelles punks et noires / sous la direction de Jean-Noël Levavasseur ; illustrations de Hervé Bourhis. Paris : Buchet-Chastel, mars 2011.  (ISBN 978-2-283-02490-4)
- Dans L'Exquise Nouvelle : aventure littéraire et néanmoins facebookienne / organisée par Maxime Gillio et David Boidin. Longchamps : Éd. la Madolière, coll. "Monade", 2011.  (ISBN 978-2-917454-06-0)
- Coltrane, Simpson, Lorette et moi, dans The Doors : 23 nouvelles aux portes du noir / sous la dir. de Jean-Noël Levavasseur ; illustrations de Riff Reb's. Paris : Buchet-Chastel, 2012.  (ISBN 978-2-283-02582-6)
- dans Bérurier noir : 30 nouvelles noires / sous la direction de Jean-Noël Levavasseur. Rosières-en-Haye : Camion blanc, octobre 2012.  (ISBN 978-2-35779-212-8)
- Bus 47 (Kremlin Bicêtre–Les Halles–Gare de l'Est), dans La Souris déglinguée : 30 nouvelles lysergiques / sous la dir. de Jean-Noël Levavasseur. Rosières-en-Haye : Camion Blanc, 11/2011, p. 273-283.  (ISBN 978-2-35779-161-9)
- If music could talk, dans Sandinista ! : Hommage à The Clash : 12 nouvelles 12 auteurs Rock et Polar (vol. 2) / sous la direction de Jean-Noël Levavasseur ; illustrations Jean-Christophe Chauzy. Rennes : Goater, coll. "Goater noir" n° 20, 11/2017.  (ISBN 978-2-918647-98-0). Vendu aussi en coffret 3 vol. Sandinista ! : Hommage à The Clash : 36 nouvelles 36 auteurs Rock et Polar  (ISBN 978-2-918647-16-4)
- L'Herbe des morts, dans Sous les pavés la rage. Tarbes : Arcanes 17, coll. "Polar rouge", 06/2018, p. 233-244.  (ISBN 978-2-918721-71-0)
- Too Young to love me, dans Little Bob Stories : histoires pour Roberto. Rennes : Goater, coll. « Goater Noir poche », 03/2021, p. 109-122.  (ISBN 979-1-097465-42-1)

### Ouvrages pour la jeunesse
- Le Roi qui voulait voler ou la Fabuleuse Histoire des fous de Bassan / ill. Cécile Gambini. Orange : Grandir, 1999, [19] p.  (ISBN 2-84166-115-6)
- L'Amie pour la vie d'Ava / ill. Véronique Vernette. Paris : Autrement, 2001, [25] p. (Autrement jeunesse).  (ISBN 2-7467-0081-6)
- Loup Tambour et Lulu Majorette / ill. Olivier Tallec. Paris : Autrement, 2003, [25] p. (Autrement jeunesse).  (ISBN 2-7467-0388-2). Rééd. Paris : Éd. les Incorruptibles, 2004, [24] p.  (ISBN 2-7511-0049-X)
- The Captain is missing ! / avec Caroline Chapon ; ill. Bruno David.

1. Paris : Nathan, coll. "L'Énigme des vacances" n° 25, 04/2008, 80 p.  (ISBN 978-2-09-186662-8)
2. Paris : Nathan, coll. "L'Énigme des vacances" n° 21, 05/2012, 94 p.  (ISBN 978-2-09-186876-9)[3]
3. Paris : Nathan, coll. "L'Énigme des vacances" n° 21, 03/2013, 95 p.  (ISBN 978-2-09-187964-2)
4. Paris : Nathan, coll. "L'Énigme des vacances" n° 21, 04/2016, 95 p.  (ISBN 978-2-09-193083-1)
5. Paris : Nathan, coll. "L'Énigme des vacances" n° 21, 04/2017, 48 p.  (ISBN 978-2-09-193162-3)

- Mon pingouin de Patagonie, ill. Mélanie Allag. Paris : l'Élan vert, 2012, 18 p.  (ISBN 978-2-84455-234-1)
- Accroche-toi Jeannot ! ou les Tribulations du petit garçon qui voulait aller à la tour Eiffel / ill. Masumi Furukawa. Paris : Parigramme, 2013.  (ISBN 978-2-84096-791-0)

### Traduction
- 10 petits cochons / Arthur Geisert ; [traduit par Sylvie Rouch]. Paris : Éd. Autrement, 2006, [29] p. (Autrement jeunesse). Trad. de : Pigs from 1 to 10.  (ISBN 2-7467-0881-7)

### Chansons
Sylvie Rouch a écrit les chansons suivantes :
- Détournement de voyageurs Gare du Nord sur le troisième album de Casse-Pipe, La Part des Anges, en 1998.
- Létales morsures sur le quatrième album de Casse-Pipe, Litanies de mon triste cœur, en 2000.

### Téléfilm
- Meurtres en Cotentin, réalisation Jérémy Minui, avec Chloé Lambert et Léa François. Diffusion : 1er février 2020, sur France 3. Rediffusion le 28 mai 2022, sur France 3.